# لتروب (پنسیلوانیا)
لتروب (به انگلیسی: Latrobe) شهری در ایالت پنسیلوانیا کشور ایالات متحده آمریکا است که جمعیت آن در سرشماری سال ۲۰۱۰ میلادی، ۸٬۹۴۴ نفر بوده‌است.